# Khatīma
Khatīma är en ort i Indien.   Den ligger i distriktet Udham Singh Nagar och delstaten Uttarakhand, i den norra delen av landet, 270 km öster om huvudstaden New Delhi. Khatīma ligger 213 meter över havet och antalet invånare är 15 714.
Terrängen runt Khatīma är platt. Runt Khatīma är det tätbefolkat, med 276 invånare per kvadratkilometer. Khatīma är det största samhället i trakten. Trakten runt Khatīma består till största delen av jordbruksmark.